# Kalzium
Kalzium (nemško za kalcij) je prosto dostopen računalniški periodni sistem elementov za grafično namizje K Desktop Environment. 
Vsebuje informacije o vseh kemijskih elementih, vključno z njihovo relativno atomsko maso, modelom atoma,  elektronsko konfiguracijo, gostoto, kovalentni ter atomski polmer. Podatki o najpogostejših izotopih vključujejo podatke o njihovih masah, št. nevtronov, pogostost, razpolovni čas, o načinu razpada, spinu in parnosti ter magnetnem momentu. Podatki o energiji vključujejo tališče in vrelišče elementa v kelvinih, elektronegativnost, elektronsko afiniteto in ionizacijsko energijo v kJ/mol. Vsak element ima tudi določeno prepoznavno ikono (prikazana samo v načinu prikaza Ironic - od KDE 4 dalje), sliko elementa in pa informacije o odkritju in izvoru imena. 
Preglednica je narejena tako, da lahko izbiramo številne prikaze (po skupinah, blokih, kislosti, družini, kristalni strukturi), gradiente (atomski, kovalentni, van der Waalsov polmer, atomska masa, gostota, vrelišče, tališče,  elektronegativnost, elektronska afiniteta). Dodatno je na voljo celo časovnica; na periodnem sistemu se pokažejo samo elementi, ki so bili do izbranega leta odkriti.
Poleg tega program vsebuje tudi številna orodja: računalo, reševalec enačb, slovar, orodje za risanje podatkov v grafe ter pregled R- in S-stavkov. 

## Galerija zaslonskih posnetkov
- Način prikaza agregatno stanje
- Način prikaza s prepoznavno ikono (Ironic)
- Način prikaza po družinah
- Pregled R- in S-stavkov od 1 do 9.
- Prikaz informacij o elementu